# 小川よしあき
小川 よしあき（おがわ よしあき、生年不詳 - 2008年）は、日本の作曲家、編曲家。フォークグループ・伝書鳩に参加し、解散後は作曲家として活動。

## 作品

### 作曲・編曲楽曲
- 石田ひかり「く・ち・び・る・ハート2」（作曲）
- サーカス「ビューティフル・シーズン」（作曲）
- 佐藤光政「おんな文字」（作曲）
- ボニー・ジャックス「ウール ソング」（作曲）
- シャトレII「失くした季節は…」（編曲）
- 林寛子「50・50（フィフティ・フィフティ）」（編曲）
- 日吉ミミ「男と女の条件」（作曲）

## 音楽担当番組
- 決めろ!フィニッシュ
- 岸辺のアルバム
- 沿線地図
- 松本清張の共犯者
- 大家族
- 私鉄沿線97分署
- 窓の中の殺人 離婚した女 嫌いな前夫が私を犯す…